# 1928 en architecture
| Années de l'architecture : 1925 - 1926 - 1927 - 1928 - 1929 - 1930 - 1931    |
| Décennies de l'architecture : 1890 - 1900 - 1910 - 1920 - 1930 - 1940 - 1950 |

Cet article présente les faits marquants de l'année 1928 en architecture.

## Réalisations
- Première Dymaxion house dessinée par Richard Buckminster Fuller.
- Rudolph Steiner construit le deuxième Goetheanum à Bâle.
- Constantin Melnikov construit le club Roussakov à Moscou.
- Gunnar Asplund construit la bibliothèque publique de Stockholm.
- Robert Mallet-Stevens construit la villa Noailles à Hyères, qui abrite aujourd'hui un centre d'Art et d'architecture.
- Armand Michal construit la chapelle Sainte-Thérèse de Spa.
- Cine Palácio, cinéma à Rio de Janeiro au Brésil, par l'architecte espagnol Morales de Los Rios (rénové en 2016 pour accueillir le théâtre Riachuelo Rio).
- Trinity Lutheran Church, église protestante à Stonewall États-Unis.

## Événements
- juin : premier CIAM initié par Le Corbusier.
- Hannes Meyer succède à Walter Gropius à la direction du Bauhaus.
- Les travaux de la villa Savoye de Le Corbusier commencent à Poissy.

## Récompenses
- Royal Gold Medal : Guy Dawber.
- Prix de Rome : Eugène Beaudouin, premier grand prix.

## Naissances
- 8 septembre : Fumihiko Maki.
- 15 décembre : Friedensreich Hundertwasser († 2000).
- Alison Smithson († 1993).
- Paulo Mendes da Rocha (lauréat du prix Pritzker en 2006).

## Décès
- 8 février : Leon Benois (° 11 août 1856).
- 10 décembre : Charles Rennie Mackintosh (° 1868).